# Точка. Конец предложения
Точка. Конец предложения (англ. Period. End of Sentence., также можно перевести как Месячные. Конец приговора) — американский документальный короткометражный фильм 2018 года, снятый Райкой Зехтабчи, об индийских женщинах, ведущих тихую сексуальную революцию. В фильме приняли участие Аруначалам Муруганантам, Шабана Хан, Гури Чудари, Аджея и Анита. Короткометражный документальный фильм рассказывает о группе местных женщин в Хапуре, Индия, которые изучают, как управлять машиной, которая производит недорогие, биоразлагаемые гигиенические прокладки, которые они продают другим женщинам по доступным ценам. Это не только помогает улучшить женскую гигиену, предоставляя доступ к основным продуктам, но также поддерживает и даёт женщинам возможность запретить табу в Индии, связанные с менструацией — всё это способствует экономическому будущему их сообщества. Фильм вдохновлён жизнью Аруначалама Муруганантама, общественного деятеля из Тамилнада, Индия.

## Награды
- Премия «Оскар» в номинации «Лучший документальный короткометражный фильм» (Райка Зехтабчи, Мелисса Бертон)[6]
- Лауреат отборочных фестивалей «Оскара» в номинации «Лучший документальный короткометражный фильм» на Международном кинофестивале в Кливленде, Кинофестивале Траверс-Сити, а также многих других, включая AFIFest и Savannah[7][8]